# Marcel Guyot
Marcel Guyot, né le 28 août 1903 et mort le 28 janvier 1968, à Moulins, est un homme politique français. Il est sénateur (1946-1948), puis député communiste de l'Allier (1962-1968).

## Biographie

### Origines et formation
Marcel Guyot est issu d'une famille modeste et commence à travailler jeune comme ouvrier galochier. Il change ensuite de métier et devient bûcheron en 1927.

### Engagement syndical et politique
Il adhère au syndicat des cuirs et peaux en 1919, puis à celui des bûcherons. Il s'inscrit au Parti communiste dès sa création, en 1921.
Il présente sa candidature aux élections législatives de 1932 et en 1936 où, arrivé deuxième, il se désiste en faveur du candidat SFIO, Camille Planche.

### Résistance
lnterné en 1940, il s'évade deux ans plus tard et entre dans la Résistance avec les FTP. Il organise avec d'autres camarades les FTP dans le Midi puis à Lyon.

### Mandats électifs
Marcel Guyot figue sur la liste du PCF aux élections à la 1re et la 2e Assemblée constituante, puis à l'Assemblée nationale en 1945 et 1946,  mais n'est pas élu. Par contre, il remporte l'élection au Conseil de la République le 8 décembre 1946.
Il siège au conseil municipal de Moulins de 1947 à 1950 et de 1953 à 1959.
Il est élu député de l'Allier aux élections législatives de 1962 et obtient un second mandat en 1967. Son travail parlementaire porte notamment sur les questions militaires et de défense nationale et les questions agricoles.

## Détail des fonctions et des mandats
Mandat parlementaire
- 8 décembre 1946 - 7 novembre 1948 : Sénateur de l'Allier
- 25 novembre 1962 - 28 janvier 1968 : Député de l'Allier